# Santa Fe, Rosamorada
Santa Fe är en ort i Mexiko.   Den ligger i kommunen Rosamorada och delstaten Nayarit, i den centrala delen av landet, 700 km väster om huvudstaden Mexico City. Santa Fe ligger 50 meter över havet och antalet invånare är 570.
Terrängen runt Santa Fe är platt åt sydväst, men åt nordost är den kuperad. Runt Santa Fe är det ganska glesbefolkat, med 25 invånare per kvadratkilometer. Närmaste större samhälle är Estación Ruiz, 11,8 km sydväst om Santa Fe. Omgivningarna runt Santa Fe är en mosaik av jordbruksmark och naturlig växtlighet.